# 国立日高青少年自然の家
国立日高青少年自然の家（こくりつひだかせいしょうねんしぜんのいえ）は、北海道沙流郡日高町にある国立宿泊研修施設。学校利用の他、家族利用や学生の利用、一般や企業研修等にも利用可能。
2006年3月31日までの施設名は「国立日高少年自然の家」であったが、大阪府堺市が設置し和歌山県日高郡日高町にある「堺市立日高少年自然の家」との関係性はない。
独立行政法人国立青少年教育振興機構の地方拠点の1施設。1981年（昭和56年）に国立第6少年自然の家（なお、国立オリンピック記念青少年総合センターおよび国立女性教育会館を含む国立宿泊対応型社会教育施設としては通算21か所）として設立。1981年（昭和56年）8月1日に一部受け入れ開始し、翌1982年（昭和57年）4月1日より本格運営を開始した。
宿泊定員400名の宿泊研修施設で、学校や青少年の他、2名以上の学生や一般、家族、企業研修等での利用が可能。研修室等での研修やクラフトなどの他、北海道日高町の豊かな自然を活用した川下りや登山、ハイキングなどの体験ができる。

## 沿革
- 1974年（昭和49年）1月19日 国立第6少年自然の家 設置決定
- 1978年（昭和53年）9月30日 起工式 挙行
- 1980年（昭和55年）10月1日 国立日高少年自然の家（仮称）設立準備室設置を文部省内に設置
- 1981年（昭和56年）4月3日 国立日高少年自然の家 機関設置
- 1981年（昭和56年）8月1日 一部事業 開始（宿泊利用定員 200名）
- 1982年（昭和57年）4月1日 本格的事業 開始（宿泊利用定員 400名）
- 1982年（昭和57年）9月26日 開所式 挙行
- 1983年（昭和58年）7月13日 からまつキャンプ場 完成（宿泊利用定員 200名）
- 1983年（昭和58年）11月30日 第1・2山小屋、わんぱく広場、トンカチ広場、農園 完成
- 1991年（平成3年）8月23日 開所10周年記念式典 挙行
- 1995年（平成7年）4月1日 ボランティアモニター制度 発足
- 1997年（平成9年）3月31日 トンカチ広場野外トイレ、からまつキャンプ場シャワー棟 完成
- 2001年（平成13年）4月1日 独立行政法人に 移行
- 2001年（平成13年）10月6日 開所20周年記念式典 挙行
- 2006年（平成18年）4月1日 組織改編に伴い独立行政法人国立青少年教育振興機構、国立日高青少年自然の家に移行
- 2010年（平成22年）6月30日 延べ利用者数300万人達成記念式典
- 2011年（平成23年）10月28日 30周年記念式典　挙行

## 主な研修施設

### 屋内研修施設
事務室・保健室、オリエンテーション室、サンゴの家（大ホール）、プレイホール（体育館）、大研修室、中研修室、小研修室、PC1・PC2、食堂、宿泊棟A、B、C、D、浴室、森の家（多目的スペース）、売店（SUN太ショップ）その他、洗濯室、乾燥室、無線LAN環境あり

### 屋外研修施設
わんぱく広場、とんかち広場・グリーンホール、営火場A、営火場B、野外炊飯場、パークゴルフコース、日高アドベンチャーコース（プロジェクト・アドベンチャー）、第1山小屋、第2山小屋、からまつキャンプ場、沙流川ラフティングコース、日高国際スキー場（日高町営施設）

## 主な体験（研修）活動
体験活動に関する道具等は無料貸し出し。ただし、創作活動に関する材料費、野外炊事の食材費、ゲレンデ用スキーのレンタルは別途有料となる。施設利用は事前の申し込みが必要で、活動場所や道具等は、同じ日に利用する団体で施設職員が利用調整する。
活動は基本的に、施設職員が事前の説明や活動物品の調整を行い、指導は団体の代表者が行う。ラフティングなどの危険度の高い活動は、施設職員の直接指導となる。自然の中での活動のため、天候や自然条件により施設側の判断で活動を中止することがある。
自然の家施設の他、日高町との連携により、町民体育館や日高高校体育館、テニスコートなどの町営施設が基本3時間500円の町民価格が適用され、低価格での活動ができる。特に、天然芝のサッカー場は利用者に評価が高い。このほか、ゲレンデ用スキーのレンタルを1日900円、スノーボード1000円から用意し、隣接する日高国際スキー場（徒歩5分）での活動も充実している、同スキー場では小学生シーズン券3000円など安価で充実した研修が可能である。

### 屋外
ラフティング、川遊び、ハイキング、ウォークラリー、ワイルドウォーク、野外炊事、キャンプ、サイクリング、火おこし体験、ＨA（日高アドベンチャー）、スキー（ゲレンデまで徒歩５分、スキー・スノーボードの低価格のレンタルあり）、スノーラフティング、歩くスキー、スノーシュー、山小屋宿泊体験、天体・星座観察、雨の中の散策、サッカーやテニスなどの屋外スポーツ

### 屋内
ネイチャークラフト、化石レプリカ、七宝焼、焼き板クラフト、バドミントンやフットサルなどの屋内スポーツ

## 主な料金
- 施設使用料　1人宿泊1日あたり、810円。（コンビニ払い）

ただし、施設使用料の対象者は一般で、学校や青少年及び青少年教育関係者による研修等、青少年に関わるご利用の場合は無料となる。
- シーツ等洗濯料　1回300円（3泊4日まで交換不要）
- 食堂をご利用の場合は食費（食堂の利用についても事前の申込が必要）

朝食　中学生以上490円、小学生480円、未就学児330円、3歳以下無料
昼食　中学生以上630円、小学生620円、未就学児430円、3歳以下無料
夕食　中学生以上710円、小学生690円、未就学児500円、3歳以下無料

## 利用方法
- 利用には、事前に施設の利用状況等を電話等で確認し、利用申込書を提出する必要がある。宿泊の場合は、利用希望日の前年度4月から申込できる。
- 年末年始、12月28日～1月3日は休館。その他臨時休館あり。空室情報は公式サイトにて確認できる。※最新情報は電話で確認

利用方法（宿泊利用）の流れ
1. 事前の確認
原則1ヶ月前までに電話または、Eメールにて利用希望日、利用人数を事前にご連絡。
1ヶ月を切った場合でも施設の空き状況により利用可能な場合があるので施設にお問い合わせするとよい。特に9月〜12月の閑散期は1週間前でも可能な場合がある。ただし、当日や前日などの申し込みは受け付けていない。
2. 仮受付け
利用が可能な場合、仮受付となる。
3. 申込書類の準備
利用申込書および利用者名簿をダウンロード等で入手し、メール添付またはFAXで提出。書類は自然の家に連絡すると郵送でも届けてくれる。
4. 申込書類の提出
利用申込書、および利用者名簿に必要事項をご記入し、原則、利用予定日の1ヶ月前までに提出。
5. 正式受付と利用調整
利用申込書により正式な受付受理となる。利用の1月ほど前に、当自然の家の職員から団体の代表者に連絡が入り、活動内容や場所等の調整を行う。活動内容や人数変更などは、早めに連絡が必要。
6. 利用当日
到着したら事務室に行き受付、支払いに関する書類や利用に関する説明がある。

## 主な事業
同青少年自然の家では、利用者の活動を支援する研修支援のほか、国の進める、青少年の課題に対応する取組を具現化するため、施設が主催する企画事業を行っている。
青少年対象事業
夏休み・冬休み中の長期体験事業やスキー、サイエンス教室など、年間10回程度の子ども向け宿泊体験事業を実施している。他にもサッカーやフットサル、バスケットボール、バレーボールなどスポーツ少年団を対象にしたスポーツ事業も定期的に実施している。
親子対象事業
キャンプや野外料理、クラフトなど親子を対象にした宿泊体験事業を年数回実施している。対象年齢は4歳以上だが、3歳以下でも保護者の同伴があれば参加可能。
指導者対象事業
ボランティアセミナーや教員免許状更新講習、体験活動指導者セミナーなど、指導者を対象にした講習会・研修会を実施している。2015年からは「北海道アウトドアフォーラム」というアウトドア指導者を対象にしたイベントも実施している。